# Two for the Road (película)
Two for the road (en España, Dos en la carretera; en Hispanoamérica, Un camino para dos) es una película británica de 1967 dirigida por Stanley Donen sobre la relación de un matrimonio entre un arquitecto (Albert Finney) y su esposa (Audrey Hepburn) durante doce años y en diferentes viajes en coche por la Normandía.
La película fue considerada en su tiempo como experimental por la exposición no lineal del argumento. Así, Stanley Donen yuxtapone escenas del principio de la relación con otras épocas sin previo aviso. Por ello, el guionista Frederic Raphael fue nominado al Óscar y a los premios Bafta en el apartado de Mejor guion original. La interpretación de Audrey Hepburn recibió una nominación en los Globos de Oro, pero la Academia prefirió nominar a la actriz por la película Sola en la oscuridad, del mismo año. La partitura de Henry Mancini fue también nominada en los Globos de Oro, pero el premio más importante que recibió la película fue la Concha de Oro del Festival de San Sebastián. En total obtuvo 10 nominaciones y 3 galardones.

## Sinopsis
Un viaje de Londres a la Riviera francesa hará que Joanna y su marido Mark revivan los románticos comienzos de su relación, los primeros años de su matrimonio y sus respectivas infidelidades. Con el paso del tiempo los dos han cambiado, por lo que tendrán que enfrentarse a un dilema: separarse o aceptarse mutuamente tal como son.

## Reparto
- Audrey Hepburn - Joanna 'Jo' Wallace
- Albert Finney - Mark Wallace
- Eleanor Bron - Cathy Maxwell-Manchester nacida Seligman
- William Daniels - Howard 'Howie' Maxwell-Manchester
- Gabrielle Middleton - Ruth 'Ruthie' Maxwell-Manchester
- Claude Dauphin - Maurice Dalbret
- Nadia Gray - Françoise Dalbret
- Georges Descrières - David
- Jacqueline Bisset - Jackie
- Judy Cornwell - Pat
- Irène Hilda - Yvonne de Florac
- Leo Penn - Morrie Goetz
- Dominique Joos - Sylvia Obino
- Olga Georges-Picot - amiga de Joanna

## Premios
Medallas del Círculo de Escritores Cinematográficos
| Categoría                 | Nominados           | Resultado |
| ------------------------- | ------------------- | --------- |
| Mejor película extranjera | Dos en la carretera | Ganadora  |